# 昭和40年男
『昭和40年男』（しょうわよんじゅうねんおとこ）とは、株式会社ヘリテージ（2023年1月13日に株式会社クレタパブリッシングから事業譲受）が発行する男性誌。

## 概要
- 2009年10月29日、株式会社クレタパブリッシングから創刊。同社が発行するバイク雑誌『タンデムスタイル』の増刊号としてリリースされた。編集発行人は、北村明広[2]。『昭和40年（〜41年3月）生まれの男性に向けた年齢限定情報誌』のコンセプトを掲げており、「ノスタルジックな想い出が呼ぶ共感」を「明日を生きる活力」に変えることを命題に誌面づくりしている。
- 昭和40年男がかつて夢中になったアイテム、テレビ番組、芸能人、ゲームなどのサブカルチャーを掘り下げ、懐かしさに心躍るような記事も多く掲載。同年齢の著名人の活躍も紹介。また、中高年と呼ばれる年代でもあるため、健康に関する記事も掲載している。その多岐に亘る内容から、性別も世代も問わず楽しめる誌面となっている。
- 創刊号では昭和40年男にとって永遠のヒーロー、初代仮面ライダーを演じた藤岡弘、を表紙とし、特集した[2]。
- 2019年10月、昭和50年（西暦1975年）生まれの男性をターゲットに兄弟誌『昭和50年男』創刊（隔月発行）。
- 2021年5月、昭和45年（西暦1970年）生まれの女性をターゲットに姉妹誌『昭和45年女・1970年女』創刊[3]（2023年5月31日発売号から誌名を『昭和45年女』へ変更）。
- 2023年1月13日、株式会社ヘリテージが株式会社クレタパブリッシングから事業譲受した[1]。

## ラジオ
- アフタヌーン・パラダイス - FM世田谷及びミュージックバード経由で全国のコミュニティ放送局で放送されているラジオ番組。木曜日（パーソナリティ：杉真理）のマンスリーコーナー「ラヂオ昭和パラダイス！」(第3木曜日：15時台)に編集長の北村が出演している[4]。
- MiXxxxx+ - 信越放送（SBCラジオ）で放送されているラジオ番組。「ミックス・トークセレクション」（13時13分 - ）月曜日『われら昭和40年男』に編集長の北村が出演している[4]。